# اریک هوگلاند
اریک جیمز هوگلاند (زاده ۱۸ مارس ۱۹۴۴) دانشمند علوم سیاسی آمریکایی و کارشناس مسائل ایران معاصر است. از سال ۲۰۱۰ او استاد پژوهشی ارشد در مرکز مطالعات خاورمیانه در دانشگاه لوند سوئد بوده‌است.
هوگلاند در واترویل، مین به دنیا آمد و در دانشگاه مین تحصیل کرد و از آنجا در سال ۱۹۶۶ مدرک لیسانس تاریخش را کسب کرد. او داوطلب سپاه صلح در ایران (۱۹۶۶–۱۹۶۸) بود و متعاقباً تحصیلات تکمیلی خود را در دانشگاه جانز هاپکینز زیر نظر محقق برجسته حقوق اسلامی، مجید خدوری، گذراند و در سال ۱۹۷۵ دکترای روابط بین‌الملل و مطالعات خاورمیانه را دریافت کرد. او در اوایل دهه ۷۰ در دوره دکترای میدانی خود در ایران با حمید عنایت، نادر افشار نادری، جواد صفی‌نژاد و مصطفی ازکیا همکاری داشت. پایان‌نامه او در مورد سیاست اصلاحات ارضی، اولین کتاب منتشر شده او، با عنوان سرزمین و انقلاب در روستاهای ایران، ۱۹۶۰–۱۹۸۰ شد که نماینگر تأثیر اندیشه‌های جیمز اسکات، اریک ولف و بارینگتون مور جونیور بر رویکرد او در بررسی جوامع دهقانی و جنبش‌های مقاومت روستایی است.
هوگلاند تعهدی دیرینه به توسعه مطالعات خاورمیانه به عنوان یک رشته دانشگاهی دارد. او بیش از یک دهه عضو گروه تحریریه گزارش خاورمیانه(به انگلیسی: Middle East Report) منتشر شده توسط پروژه تحقیقاتی و اطلاعاتی خاورمیانه بود، سپس سردبیر مجله خاورمیانه و از سال ۱۹۹۵ سردبیر نقد خاورمیانه بوده‌است. او همچنین برای چندین سازمان غیردولتی متمرکز در خاورمیانه، از جمله بنیاد کارنگی برای صلح بین‌المللی، آرشیو امنیت ملی، و موسسه مطالعات فلسطین، کار کرده‌است. تجربه تدریس او شامل کالج بیتس و کالج بودوین در مین، دانشگاه ایالتی اوهایو، دانشگاه کالیفرنیا، برکلی، کالج سنت آنتونی، آکسفورد، دانشگاه شیراز در ایران و دانشگاه فنی خاورمیانه در ترکیه است.
هوگلاند در طول فعالیت حرفه ای خود چندین کتاب و بیش از ۱۰۰ مقاله منتشر کرده‌است. هوگلاند در اثر خود به بررسی جنبه‌های گوناگون فرهنگ، حکومت، تاریخ، روابط بین‌الملل، ادبیات، مهاجرت، اقتصاد سیاسی، جامعه‌شناسی و مذهب ایران می‌پردازد. اگرچه به عنوان یک دانشمند علوم سیاسی آموزش دیده‌است، شناخته شده‌ترین اثر او، یعنی کتاب «زمین و انقلاب در ایران ۱۳۴۰–۱۳۶۰» در رده اقتصاد سیاسی و جامعه‌شناسی روستایی قرار می‌گیرد.

## فهرست آثار مرتبط با ایران
- سیر در ایران معاصر: ادراکات اقتصادی، اجتماعی و سیاسی چالش‌برانگیز(به انگلیسی: Navigating Contemporary Iran: Challenging Economic, Social & Political Perceptions)، (ویرایش مشترک با لیف استنبرگ، روتلج، ۲۰۱۲).شابک ‎۰۴۱۵۶۷۸۶۶۸
- جنسیت در ایران معاصر(به انگلیسی: Navigating Contemporary Iran: Challenging Economic, Social & Political Perceptions)، (ویرایش مشترک با رکسانا بهرامی‌تاش، روتلج، ۲۰۱۱)
- ایران، یک مطالعه در کشور(به انگلیسی: Navigating Contemporary Iran: Challenging Economic, Social & Political Perceptions)، (ویرایش مشترک با گلن کورتیس، GPO، ۲۰۰۹)
- ایرانِ در حال گذار: بیست سال تغییر اجتماعی از سال ۱۹۷۹(به انگلیسی: Navigating Contemporary Iran: Challenging Economic, Social & Political Perceptions) (انتشارات دانشگاه سیراکیوز، ۲۰۰۲)
- انقلاب ایران و جمهوری اسلامی(به انگلیسی: Navigating Contemporary Iran: Challenging Economic, Social & Political Perceptions)، (ویرایش مشترک نیکی کدی، انتشارات دانشگاه سیراکیوز، ۱۹۸۶)
- سرزمین و انقلاب در ایران، ۱۹۶۰–۱۹۸۰(به انگلیسی: Navigating Contemporary Iran: Challenging Economic, Social & Political Perceptions)، (انتشارات دانشگاه تگزاس، ۱۹۸۲) نسخه فارسی: انتشارات پردیس دانش، ۱۳۹۲ و انتشارات شیرازه، ۱۴۰۰)